# A Machadinha
A Machadinha é uma canção infantil pertencente ao Cancioneiro Popular Português. É uma canção com letra e musica popular, do tipo dança de roda infantil.